# Milla (film, 2017)
Pour plus de détails, voir Fiche technique et Distribution.
Milla est un film franco-portugais réalisé par Valérie Massadian et sorti en 2017.

## Fiche technique
- Titre : Milla
- Réalisation : Valérie Massadian
- Scénario : Valérie Massadian
- Photographie : Robin Fresson et Mel Massadian
- Son : Aline Huber
- Montage son / Mixage : Gilles Bénardeau et Branko Neskov
- Montage : Valérie Massadian
- Sociétés de production : Cinémadefacto (Paris) - Gaïjin (Paris) - Terratreme Filmes (Lisbonne)
- Pays de production :  France -  Portugal
- Distribution : JHR Films
- Durée : 128 minutes
- Dates de sortie : 
  - Suisse : août 2017 (Festival de Locarno)
  - France : 11 avril 2018[1]

## Distribution
- Séverine Jonckeere : Milla
- Luc Chessel : Léo
- Ethan Jonckeere : Ethan

## Distinctions

### Récompenses
- Prix spécial du jury (« Concorso Cineasti del presente ») au Festival international du film de Locarno 2017
- Prix Camira au Festival du film de Belfort - Entrevues 2017

### Sélections
- Festival international du cinéma indépendant de Buenos Aires 2017
- Valdivia International Film Festival 2017
- AFI Fest 2017